# Bennigsen
Bennigsen is een dorp in de gemeente Springe in de Duitse deelstaat Nedersaksen.
De plaats heeft ruim 4.000 inwoners en ligt circa 10 kilometer ten oosten van het stadje Springe en circa 12 km ten zuiden van de zuidelijke buitenwijken van de stad Hannover.
Bennigsen ligt enkele kilometers ten oosten van Völksen, een ander dorp in de gemeente Springe. Völksen ligt aan de belangrijke doorgaande weg de Bundesstraße 217 Hannover-Hamelen.
Station Bennigsen ligt aan de spoorlijn Hannover - Soest, die door de S-Bahn van Hannover wordt bediend als lijn S5/ S51.
Bennigsen werd in 980 als „Bennucheshusen“ voor het eerst in een document vermeld. In het dorpswapen komt een spanner voor van een kruisboog; dit is aan het familiewapen van het hier residerende adellijke geslacht Von Bennigsen ontleend. In de 19e eeuw woonden in het dorp veel boeren, die er suikerbieten verbouwden.
Vanuit Bennigsen kan men een aardige wandeling in noordelijke richting maken naar de bijna 200 meter hoge heuvel Süllkopf, een uitloper van de Deister.

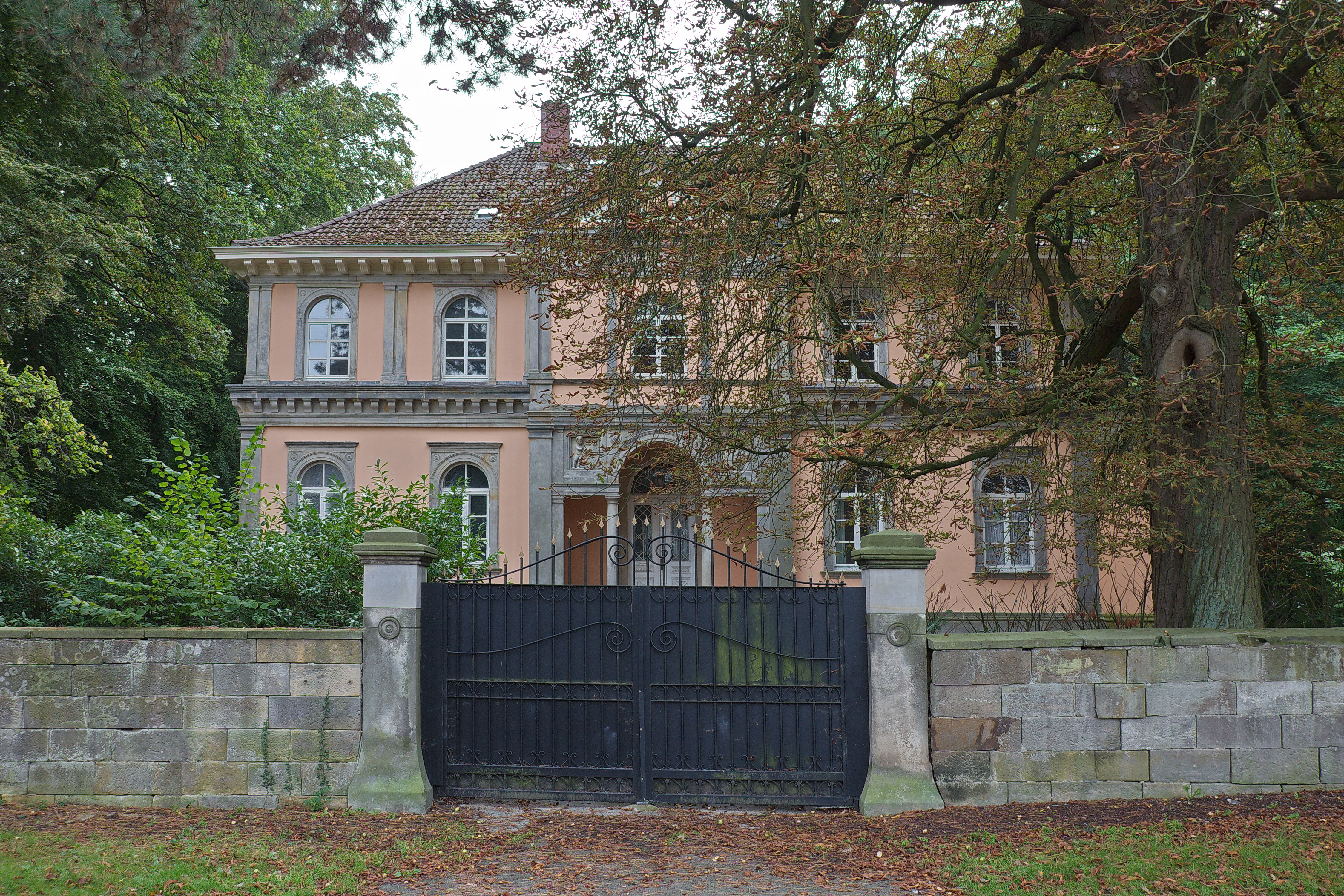
Rittergut Bennigsen
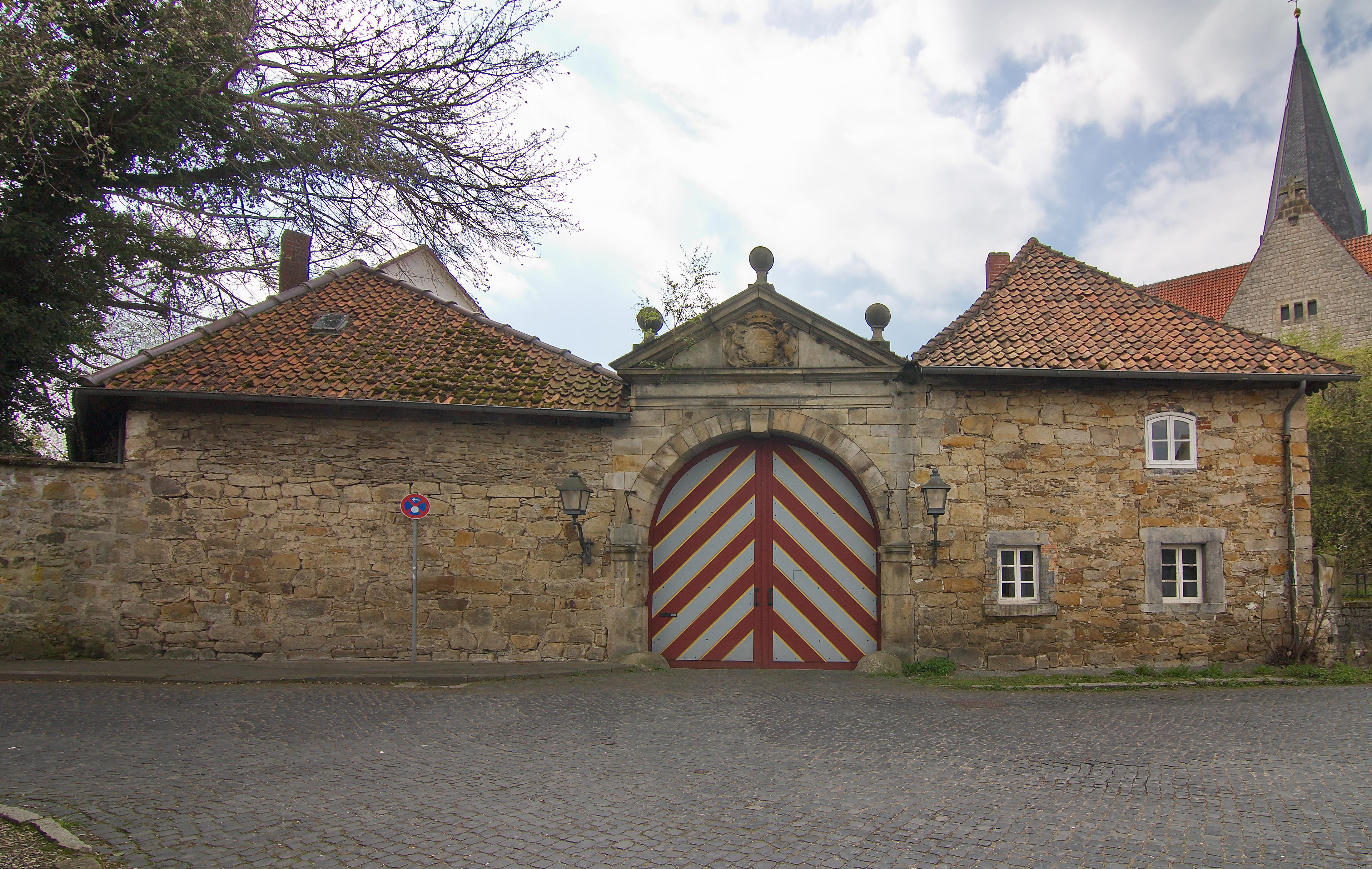
Poort van Rittergut Bennigsen
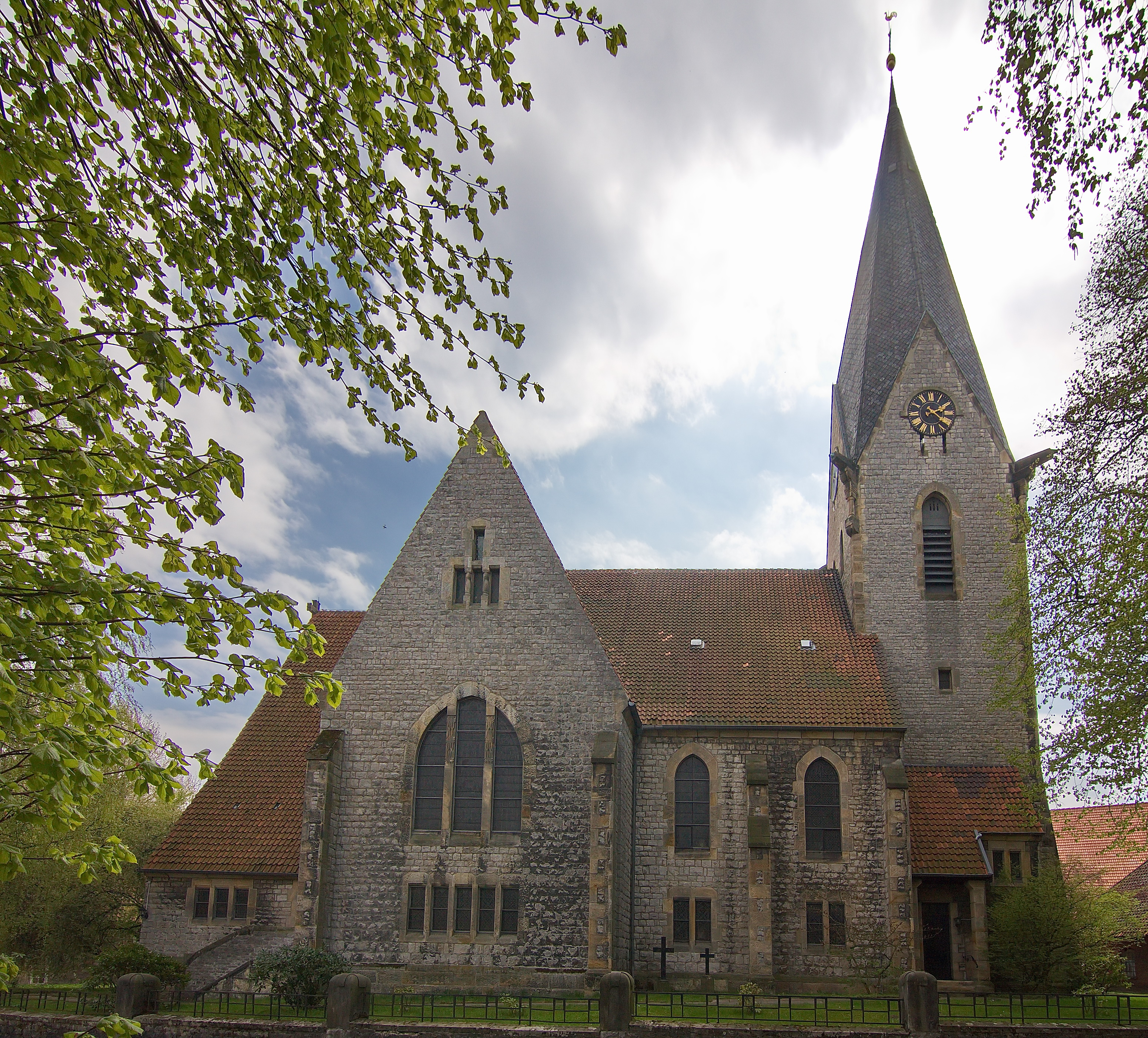
Evangelisch-lutherse Martinuskerk (1907)

## Kasteel
Het dorp is vooral bekend van het in 1311 gebouwde, en na verwoesting in de Hildesheimse Stiftsoorlog in 1566 herbouwde, kasteel (Rittergut Bennigsen). In 1863 werd naast het oude slot een villa met de naam Neues Schloss bijgebouwd. Van 1995 tot 2014 werd er door de slotheer, Roderic von Bennigsen, zelf musicus en mecenas op het gebied der klassieke muziek, jaarlijks een festival op dit gebied gehouden. Wat er daarna met het landgoed is gebeurd, is onduidelijk. Actuele gegevens zijn niet beschikbaar. Het 4,5 hectare grote park rondom het gebouwencomplex is een -beperkt toegankelijk- natuurreservaat. De gebouwen zelf staan onder monumentenzorg.

### Het geslacht Von Bennigsen

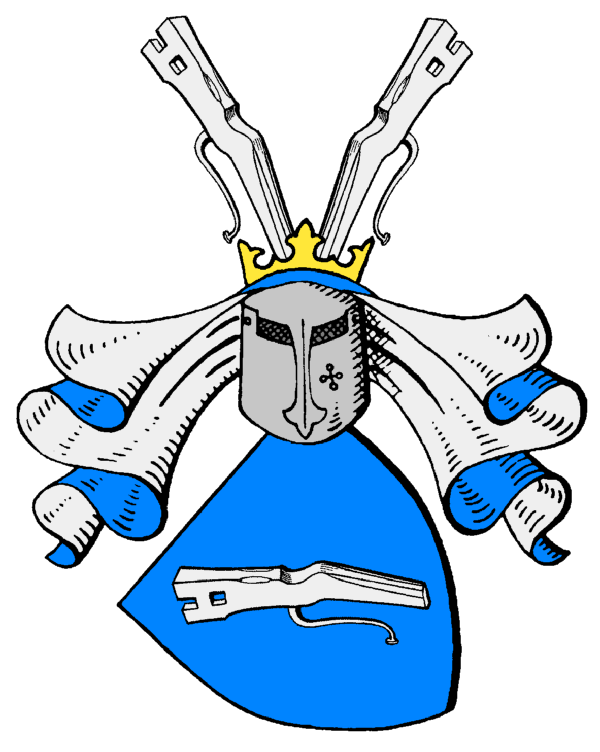
Wapen van het geslacht Von Bennigsen

Het kasteel Bennigsen wordt al sedert de 17e eeuw bewoond door leden van het -door verlening van een adelbrief in 1819 door de koning van Pruisen- adellijke geslacht Von Bennigsen. De eerste leden van deze familie, die in 1311 in de geschiedenis vermeld worden, waren de broers Burchhardus en Helmicus de Bennekessen uit het meer oostelijk gelegen stadje Pattensen.
Deze familie heeft veel voor Duitsland belangrijke mensen voortgebracht, die carrière hebben gemaakt als bestuurder, politicus, hoog officier of -vanaf de 20e eeuw- op het gebied van de klassieke muziek. Verwarrend kan zijn, dat in de 20e eeuw enige Von Bennigsens verscheidene mensen hebben geadopteerd, die daardoor wel de achternaam zijn gaan dragen, maar niet de adellijke rechten hebben, die aan bloedverwanten zijn voorbehouden.
Belangrijke telgen van het geslacht Von Bennigsen waren of zijn:
- Theoderich von Bennigsen, in 1586 abt van de Abdij Corvey
- Levin August von Bennigsen (1745-1826), officier in het Russische leger, nam deel aan de Slag bij Leipzig (1813); door de tsaar van Rusland tot graaf verheven
- August Christian von Bennigsen (1765-1815, verdronken tijdens een zeebad te Oostende), belangrijk Pruisisch officier
- Karl Ernst Gebhard von Bennigsen (1789–1869), belangrijk Hannoveraans en later Pruisisch militair
- Rudolf von Bennigsen (1824–1902), zoon van de voorgaande, een belangrijk Pruisisch-Duits liberaal politicus, met name tussen 1867 en 1877 een belangrijk medewerker van Otto von Bismarck. Naar hem zijn in een aantal Duitse plaatsen straten, scholen en pleinen genoemd.
- Alexander Levin Graf von Bennigsen (1809–1893), sedert 1848 politicus, in het Koninkrijk Hannover; deze was er enige jaren minister van Buitenlandse Zaken
- Rudolf Christian von Bennigsen-Foerder (2 juli 1926 te Berlijn - 28 oktober 1989 in Düsseldorf), van 1977-1989 president-directeur van het energieconcern VEBA
- Andreas von Bennigsen (1941–2000), adoptiefvader van de dirigent Franz Welser-Möst
- Roderic von Bennigsen (1943), cellist, anno 2014 bewoner van het stamslot Rittergut Bennigsen
- Katerina von Bennigsen, van oorsprong uit Wit-Rusland afkomstige operazangeres (sopraan), geadopteerd

## Varia
Het dorp is bekend, omdat de Duitse kampioenschappen inline-skaten er vaak gehouden zijn.
De zangeres Jamie-Lee Kriewitz werd in 1998 te Bennigsen geboren.